# Beth Van Duyne
Elizabeth Ann Van Duyne (nascida em 16 de novembro de 1970 como Elizabeth Ann Russo) é uma política americana servindo como o representante dos Estados Unidos para o Texas de distrito congressional 24. Membro do Partido Republicano, ela foi prefeita de Irving de 2011 a 2017. Ela também é ex-funcionária do Departamento de Habitação e Desenvolvimento Urbano dos Estados Unidos na administração Trump. Van Duyne é a segunda mulher republicana eleita para um mandato completo na Câmara dos Representantes dos Estados Unidos pelo Texas, depois de Kay Granger.

## Infância e educação
Van Duyne nasceu no interior do estado de Nova York e viveu em Amsterdã, Nova Iorque, até os sete anos de idade e mais tarde viveu em Cooperstown. Em 1986, sua família mudou-se para Irving, Texas. Ela se formou na Greenhill School em Addison, Texas. Ela também se formou na Cornell University, onde obteve o título de bacharel em planejamento urbano e regional, governo e direito.

## Vida pessoal
Van Duyne conheceu seu ex-marido, Chris "Casey" Wallach, enquanto estudavam na Universidade Cornell. Eles têm dois filhos e se divorciaram em 2012 depois de estarem casados por 17 anos.
Em fevereiro de 2021, um homem cometeu suicídio por arma de fogo fora da casa de Van Duyne em Irving. O homem foi identificado como Richard Christian Dillard. Dillard era um ex-funcionário de comunicações da campanha de Van Duyne para a Câmara dos Estados Unidos em 2020. O Departamento de Polícia de Irving chegou ao local depois de uma ligação às 15h45 e ele foi posteriormente declarado morto.